# Postać Frobeniusa
Postać kanoniczna Frobeniusa macierzy {\displaystyle m\times m,} nazywana w skrócie macierzą Frobeniusa (od nazwiska Ferdinanda Frobeniusa) – jedna z postaci kanonicznych normalnych macierzy kwadratowej. Definiuje się ją następująco:
{\displaystyle A={\begin{pmatrix}0&1&0&0&\cdots &0&0\\0&0&1&0&\cdots &0&0\\0&0&0&1&\cdots &0&0\\0&0&0&0&\cdots &0&0\\\vdots &\vdots &\vdots &\vdots &\ddots &\vdots &\vdots \\0&0&0&0&\cdots &0&1\\-c_{0}&-c_{1}&-c_{2}&-c_{3}&\cdots &-c_{m-2}&-c_{m-1}\end{pmatrix}}}
Przykłady:
{\displaystyle A={\begin{pmatrix}0&1\\17&-5\end{pmatrix}}}
{\displaystyle A={\begin{pmatrix}0&1&0\\0&0&1\\17&-5&0\\\end{pmatrix}}}
{\displaystyle A={\begin{pmatrix}0&1&0&0\\0&0&1&0\\0&0&0&1\\17&-5&0&4\\\end{pmatrix}}}

## Klasyfikacja
Zachodzi następujące twierdzenie Frobeniusa o klasyfikacji macierzy nad pierścieniem wielomianów, nazywane także lematem Frobeniusa:
Jeśli {\displaystyle K} jest ciałem, a {\displaystyle K[X]} jest pierścieniem wielomianów jednej zmiennej nad nim, to każda macierz nad pierścieniem {\displaystyle K[X]} jest równoważna z dokładnie jedną macierzą kanoniczną Frobeniusa, to znaczy taką, która ma jedyne niezerowe elementy {\displaystyle d_{i}} na miejscach {\displaystyle (i,i),} przy czym niezerowe wielomiany {\displaystyle d_{i}} są unormowane i wszystkie wielomiany {\displaystyle d_{i}} spełniają warunek {\displaystyle d_{i}|d_{i+1}.}
Twierdzenie (z wyjątkiem jednoznaczności) zachodzi dla macierzy nad dowolnym pierścieniem ideałów głównych, nad pierścieniem euklidesowym jest szybki algorytm znajdowania postaci kanonicznej Frobeniusa. Dla macierzy nad pierścieniem liczb całkowitych {\displaystyle \mathbb {Z} } odpowiednia postać kanoniczna (z nieujemnymi elementami „diagonalnymi” {\displaystyle d_{i}} dla jednoznaczności) nazywana jest postacią kanoniczną Smitha.
Elementy „diagonalne” {\displaystyle d_{i}} nazywane są czynnikami niezmienniczymi macierzy. Dwie macierze tych samych rozmiarów nad pierścieniem ideałów głównych są równoważne, gdy ich czynniki niezmiennicze są stowarzyszone.
Jeśli {\displaystyle D_{i}} jest największym wspólnym dzielnikiem minorów stopnia {\displaystyle i} macierzy, to czynniki niezmiennicze tej macierzy wyrażają się wzorami:
{\displaystyle d_{1}=D_{1},} {\displaystyle d_{i+1}=D_{i+1}|D_{i}.}